# سدریک شارلیه
سدریک شارلیه (فرانسوی: Cédric Charlier‎؛ زادهٔ ۲۷ نوامبر ۱۹۸۷) بازیکن هاکی روی چمن اهل بلژیک است.